# Apatanodes rectispinum
Apatanodes rectispinum är en nattsländeart som först beskrevs av Schmid 1955.  Apatanodes rectispinum ingår i släktet Apatanodes och familjen Hydrobiosidae. Inga underarter finns listade i Catalogue of Life.